# Anaplectoides signata
Anaplectoides signata är en fjärilsart som beskrevs av Barend J. Lempke 1962. Anaplectoides signata ingår i släktet Anaplectoides och familjen nattflyn. Inga underarter finns listade i Catalogue of Life.